# Asymbolus funebris
Asymbolus funebris är en hajart som beskrevs av Compagno, Stevens och Last 1999. Asymbolus funebris ingår i släktet Asymbolus och familjen rödhajar. IUCN kategoriserar arten globalt som otillräckligt studerad. Inga underarter finns listade.

## Bildgalleri

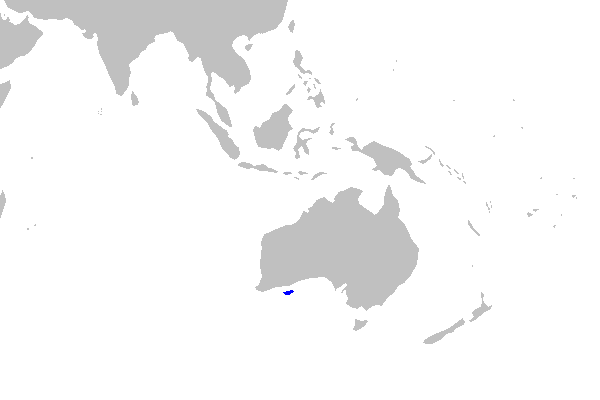